# 真宗浄興寺派
真宗浄興寺派（しんしゅうじょうこうじは）は浄土真宗の一派。真宗大谷派の別格寺院であった浄興寺（新潟県上越市）が昭和27年（1952年）の宗教法人法の施行により同派から独立したことによって成立した。本山は歓喜踊躍山浄興寺。新潟県柏崎市に別院をおく。寺院数は本山、別院を含め13ヶ寺。平成17年（2005年）現在の檀信徒数は約17500人。本山浄興寺の住職を首長とし、門主と呼ぶ。現在の門主は浄興寺26世善昭。
同派は本山として浄興寺を仰ぐが、一般的な他宗他派と異なり本山と所属寺院の間に法人の包括関係はない。